# Robert Katz (Schriftsteller)

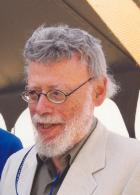
Robert Katz (2005)

Robert Katz (geboren 27. Juni 1933 in Brooklyn, New York City; gestorben 20. Oktober 2010 in Montevarchi, Toskana) war ein US-amerikanischer investigativer Schriftsteller und Drehbuchautor.

## Leben
Robert Katz studierte am Brooklyn College (B.A., 1953). Er arbeitete in New York City zunächst als Autor und Fotograf bei der jüdischen Hilfsorganisation für Einwanderer Hebrew Immigrant Aid Society (HIAS) bis 1957, dann für die American Cancer Society und schließlich bei der UNO in New York und 1963/64 in Rom.
Katz arbeitete seither als freiberuflicher Autor vornehmlich in Italien und zu italienischen politischen Themen. Er bewohnte mit seiner Frau und zwei Kindern in der Toskana ein Haus in Pieve a Presciano, einem Ortsteil von Pergine Valdarno. Katz schrieb eine Reihe von Drehbüchern, auch zu Verfilmungen eigener Bücher. 1970 erhielt er eine Guggenheim Fellowship, 1971 ein Stipendium des American Council of Learned Societies. Von 1986 bis 1992 war er Fellow am Stevenson College der University of California in Santa Cruz.
Weil er in dem Buch Death in Rome über das Massaker in den Ardeatinischen Höhlen 1944 die Haltung des Vatikans zur deutschen Judenverfolgung und zum Holocaust thematisiert und dabei nach Ansicht von Pacellis Familie das Ansehen des verstorbenen Papstes Pius XII. beleidigt hatte, wurde Katz 1973 von einem italienischen Gericht zu vierzehn Monaten Gefängnis verurteilt. Das Verfahren endete in der Berufung 1983 mit einem Freispruch, der Katz allerdings nicht zufriedenstellte. Katz’ Behauptung, dass Pacelli schon vor den Geiselerschießungen Kenntnis davon hatte, erwies sich später, nach Öffnung entsprechender Akten im Vatikanischen Archiv, als im Kern der Aussage richtig. Das Buch wurde 1973 verfilmt.

## Werke (Auswahl)
Romane
- The Cassandra Crossing, Roman. Ballantine, 1976
- Ziggurat. Roman. Houghton, 1977
- The Spoils of Ararat. Roman. Houghton, 1978

Sachbücher
- Death in Rome. Macmillan, New York 1967
  - deutsch: Mord in Rom. Übertragen von Norbert Wölfl. Desch, München 1968
- Black Sabbath: A Journey through a Crime against Humanity. Macmillan, 1969 (behandelt die Deportation der Juden aus Rom)
- The Fall of the House of Savoy. Macmillan, 1971
- A Giant in the Earth. Stein & Day, 1973
- Days of Wrath: The Ordeal of Aldo Moro, the Kidnapping, the Execution, the Aftermath. Doubleday, 1980. (Nominierung für den Pulitzer-Preis 1981)
- mit Armenia Balducci und Giuseppe Ferrara: Il caso Moro. Pironti, 1987 (Buch zum Film)
- Love is Colder than Death: The Life and Times of Rainer Werner Fassbinder, Random House, 1987 ISBN 0-586-08792-3
- Naked by the Window: The Fatal Marriage of Carl Andre and Ana Mendieta. Atlantic Monthly Press, New York 1990
- Dossier Priebke, Rizzoli, 1997
- The Battle for Rome: the Germans, the Allies, the Partisans and the Pope, September 1943–June 1944. Simon & Schuster, 2003
  - Rom 1943–1944 : Besatzer, Befreier, Partisanen und der Papst. Übersetzung Silja Recknagel. Magnus, Essen 2006, ISBN 978-3-88400-438-8
- The Möllhausen Telegramm, the Kappler Decodes, and the Deportation of the Jews of Rome : The New CIA-OSS Documents, 2000–2002. In: Joshua D. Zimmerman (Hrsg.): Jews in Italy under Fascist and Nazi Rule, 1922–1945. CUP, Cambridge 2005, ISBN 978-0-521-84101-6, S. 224–242. Das Buch enthält eine Kurzbiografie.

Drehbücher, Filmdialoge
- 1973: Das Massaker – Der Fall Kappler (Rappresaglia)
- 1976: Treffpunkt Todesbrücke (The Cassandra Crossing)
- 1981: Kennwort – Salamander (The Salamander)
- 1981: Die Haut (La pelle)
- 1982: Kamikaze 1989
- 1983: Dolce e selvaggio (Dokumentarfilm)
- 1986: Mafia (Il cugino americano)
- 1986: Die Affäre Aldo Moro (Il caso Moro)
- 1987: Hotel Colonial
- 1992: Die Pest (La peste)
- 2007: The Contractor – Doppeltes Spiel (The Contractor)